# Colobothea humerosa
Colobothea humerosa là một loài bọ cánh cứng trong họ Cerambycidae.